# 西野亮廣
西野亮廣（日语：／ ，1980年7月3日—），日本搞笑艺人、绘本作家、企业家。组合金刚（日语：キングコング）成员，梶原雄太是其合作夥伴。
在日本兵庫縣川西市出生。隸屬吉本興業公司。身高173厘米，體重57公斤。